# Кранберрі Тауншип (округ Батлер, Пенсільванія)
Кранберрі Тауншип (англ. Cranberry Township) — селище (англ. township) в США, в окрузі Батлер штату Пенсільванія. Населення — 33 096 осіб (2020).

## Демографія
Згідно з переписом 2010 року, у селищі мешкало 28 098 осіб у 10 248 домогосподарствах у складі 7715 родин. Було 10769 помешкань
Расовий склад населення:
| - 94,4 % — білих - 2,8 % — азіатів - 1,2 % — чорних або афроамериканців - 0,1 % — корінних американців |

До двох чи більше рас належало 1,1 %. Частка іспаномовних становила 1,6 % від усіх жителів.
За віковим діапазоном населення розподілялося таким чином: 28,3 % — особи молодші 18 років, 62,9 % — особи у віці 18—64 років, 8,8 % — особи у віці 65 років та старші. Медіана віку мешканця становила 38,0 року. На 100 осіб жіночої статі у селищі припадало 97,1 чоловіків;  на 100 жінок у віці від 18 років та старших — 94,5 чоловіків також старших 18 років.
Середній дохід на одне домашнє господарство  становив 118 878 доларів США (медіана — 101 963), а середній дохід на одну сім'ю — 133 844 долари (медіана — 120 217). Медіана доходів становила 84 865 доларів для чоловіків та 52 420 доларів для жінок. За межею бідності перебувало 2,5 % осіб, у тому числі 2,5 % дітей у віці до 18 років та 4,7 % осіб у віці 65 років та старших.
Цивільне працевлаштоване населення становило 15 615 осіб. Основні галузі зайнятості: освіта, охорона здоров'я та соціальна допомога — 20,2 %, науковці, спеціалісти, менеджери — 14,0 %, роздрібна торгівля — 12,3 %, виробництво — 11,4 %.